# Barßel
Barßel ist eine Einheitsgemeinde im niedersächsischen Landkreis Cloppenburg im Nordwesten Deutschlands.

## Geographie

### Geographische Lage
Die Gemeinde liegt 45 Kilometer nördlich der Kreisstadt Cloppenburg in einem ehemaligen Sumpfgebiet im nördlichsten Zipfel des Landkreises Cloppenburg. Dort direkt angrenzend sind die Landkreise Ammerland und Leer. Sie ist 40 Kilometer von der Meeresbucht Dollart bei der Emsmündung entfernt. Dennoch hat sie nur eine Seehöhe von einem Meter und war daher früher oft durch Hochwasser gefährdet. Die größte Höhe von sieben Metern hat eine kleine Erhebung im Süden von Barßel. Den Ortskern von Barßel umfließen die Aue (nördlich), dort Barßeler Tief genannt, und die Soeste (südlich).

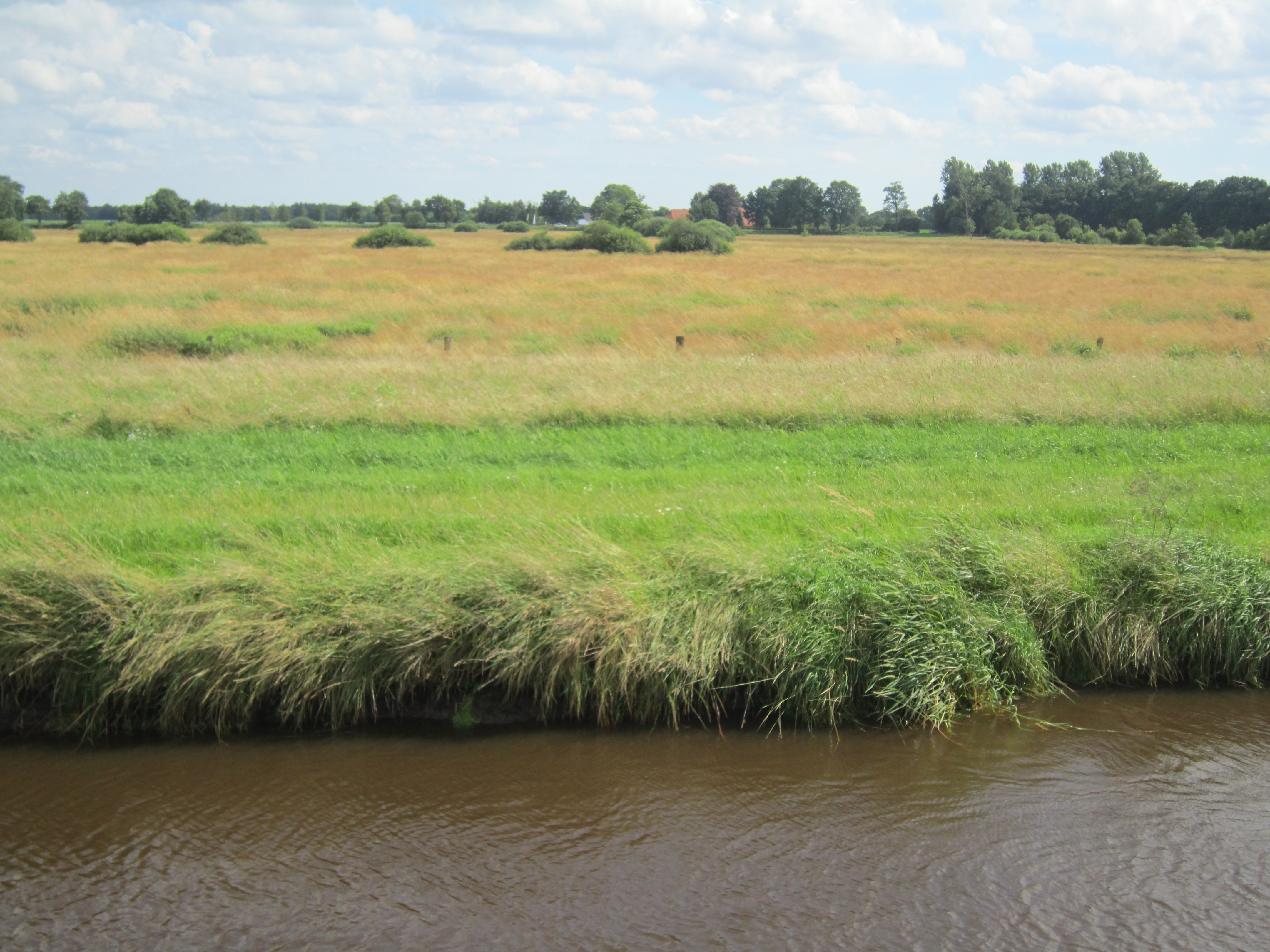
Hochwasserschutz für Barßel: Polder südlich des Barßeler Tiefs
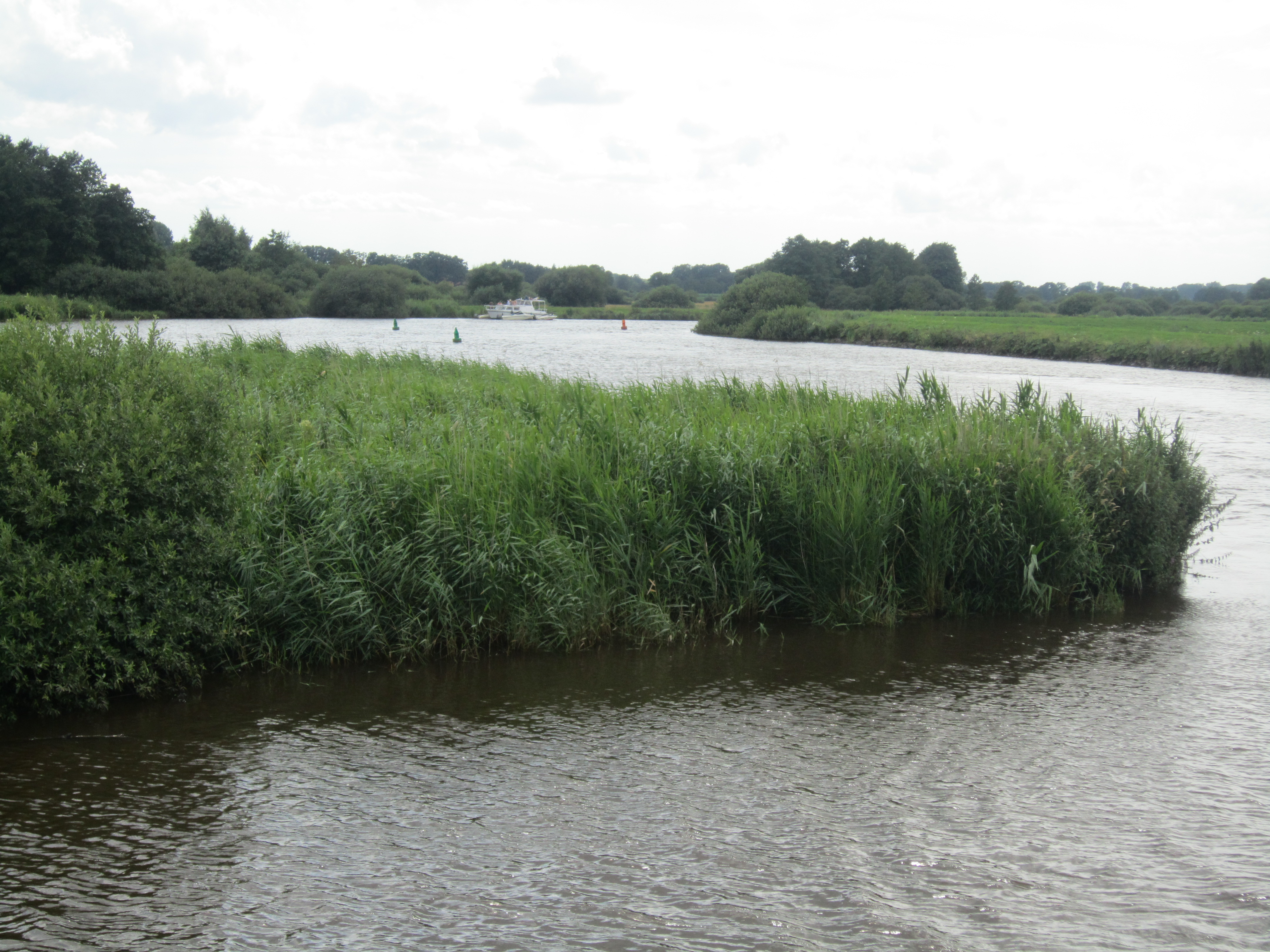
Barßeler Tief

Die Entfernungen zu benachbarten Städten betragen:
- Oldenburg 40 km im Osten
- Papenburg (Emsland) 38 km im Südwesten
- Leer (Ostfriesland) 30 km im Westen
- Westerstede 20 km im Nordosten
- Friesoythe 20 km (südlich)
- Cloppenburg 45 km (südöstlich)
- Vechta 70 km (südöstlich)
- Im Umkreis von zehn Kilometern liegen ferner Ostrhauderfehn (westlich) sowie Detern und Apen (nördlich), während im Süden das Sumpfland zwischen den Flüssen Aue, Soeste und Sagter Ems liegt. Dieses Feuchtgebiet geht bei Friesoythe ins Vehnemoor über.

### Ortsgliederung
| - Barßel - Barßelermoor - Carolinenhof - Elisabethfehn - Harkebrügge - Lohe - Loher-Ostmark | - Loher-Westmark - Neuland - Neulohe - Osterhausen (früheres Johanniter-Nonnenkloster) - Reekenfeld - Roggenberg |

## Geschichte
Barßel wurde erstmals im Jahre 1330 urkundlich erwähnt. Die grundherrenfreien Bauern der Dörfer Barßel, Lohe und Harkebrügge betrieben vor allem Schafzucht und Fischerei. In den Jahren 1522 und 1538 kam es zu Raubzügen von Oldenburgern, bei denen man den Barßlern und Anderen die Schafe und damit ihre Existenzgrundlage nahm. Daher begann die Bevölkerung von dieser Zeit an, ihren Lebensunterhalt mit Torfhandel zu bestreiten. Der Torf wurde vor allem mit Schiffen und Kähnen auf Kanälen transportiert. Während des Dreißigjährigen Krieges wurde Barßel im Jahre 1638 von hessischen Truppen gebrandschatzt. 1760 und 1857 wuchs Barßel weiter durch Besiedelung der Ortsteile Barßelermoor und Elisabethfehn. Ende des 19. Jahrhunderts hatte der Barßeler Hafen, über Jümme und Leda der Ausgangspunkt der oldenburgischen Emsschifffahrt, seine Blütezeit.
1900 kamen die Siedlungen Loher Ostmark, Lohe und Carolinenhof zur Gemeinde hinzu. Nach dem Zweiten Weltkrieg trafen in Barßel viele Flüchtlinge und Vertriebene ein. Um ihnen eine Siedlungsfläche zur Verfügung zu stellen, wurden 1957 Entwässerungsprojekte an der Soeste und ein Hochwasserschutz durchgezogen. Über die Jahrhunderte war Barßel – obwohl küstenfern – die Heimat vieler Kapitäne, die die Weltmeere bereisten. Bekannt wurde z. B. Kapitän Johann Dänekamp, der 1978 bei einem tragischen Unglück samt 28 Mann Besatzung im Nordatlantik mit dem 261m-LASH-Carrier „München“ verschollen ist. Ein weiteres tragisches Schiffsunglück ereignete sich im Juni 1994, bei dem der Barßeler Kapitän Hans Lampen ums Leben kam.

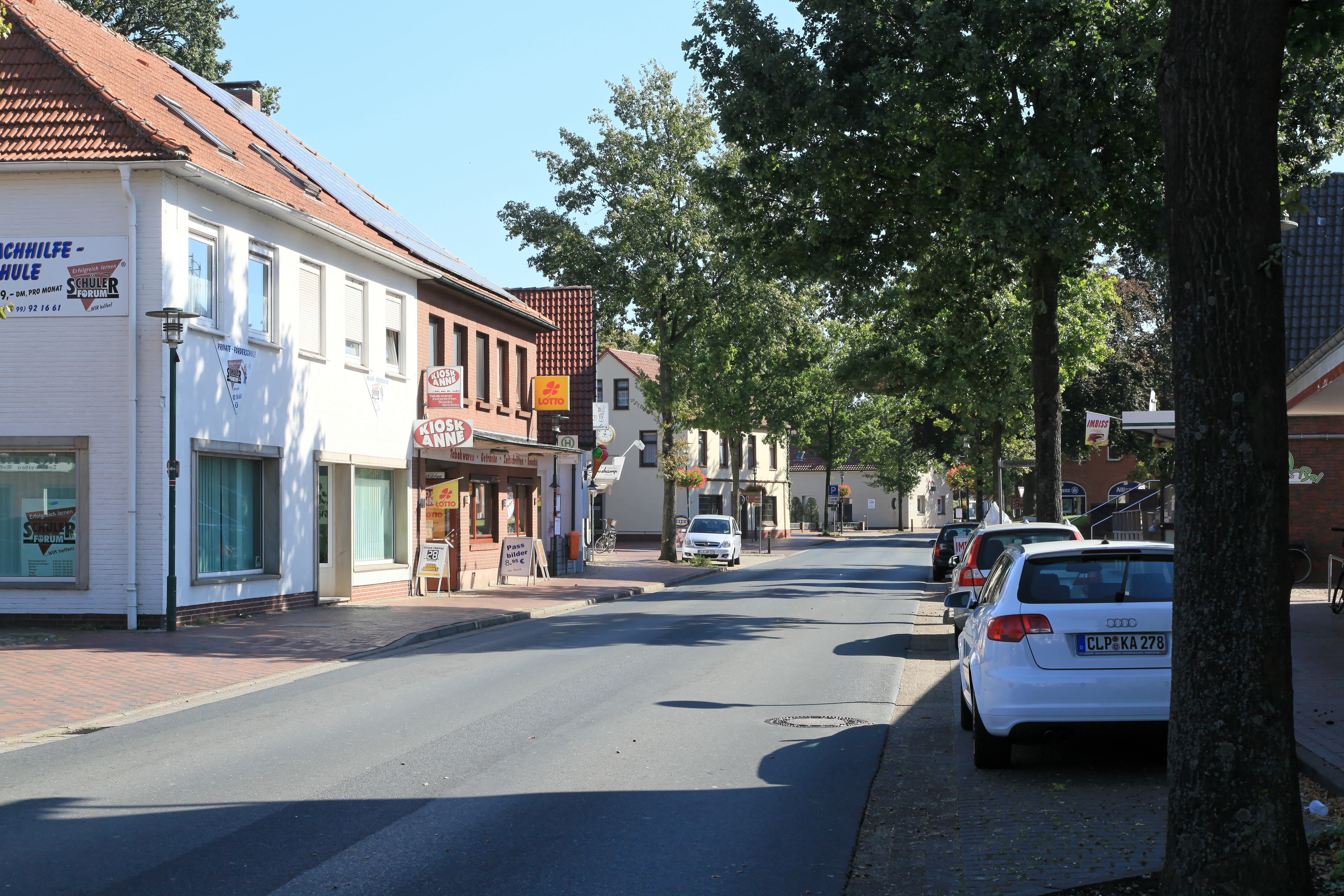
Lange Straße im Ortszentrum

Im August 2016 kollidierten zwei Sportboote auf dem Barßeler Tief; dabei starben zwei Menschen.
Westlich von Barßel bestand die im 14. Jahrhundert durch die Grafschaft Tecklenburg gegründete Schnappburg, die 1400 an das Bistum Münster überging und 1471 von Oldenburger Truppen zerstört wurde.

## Religion

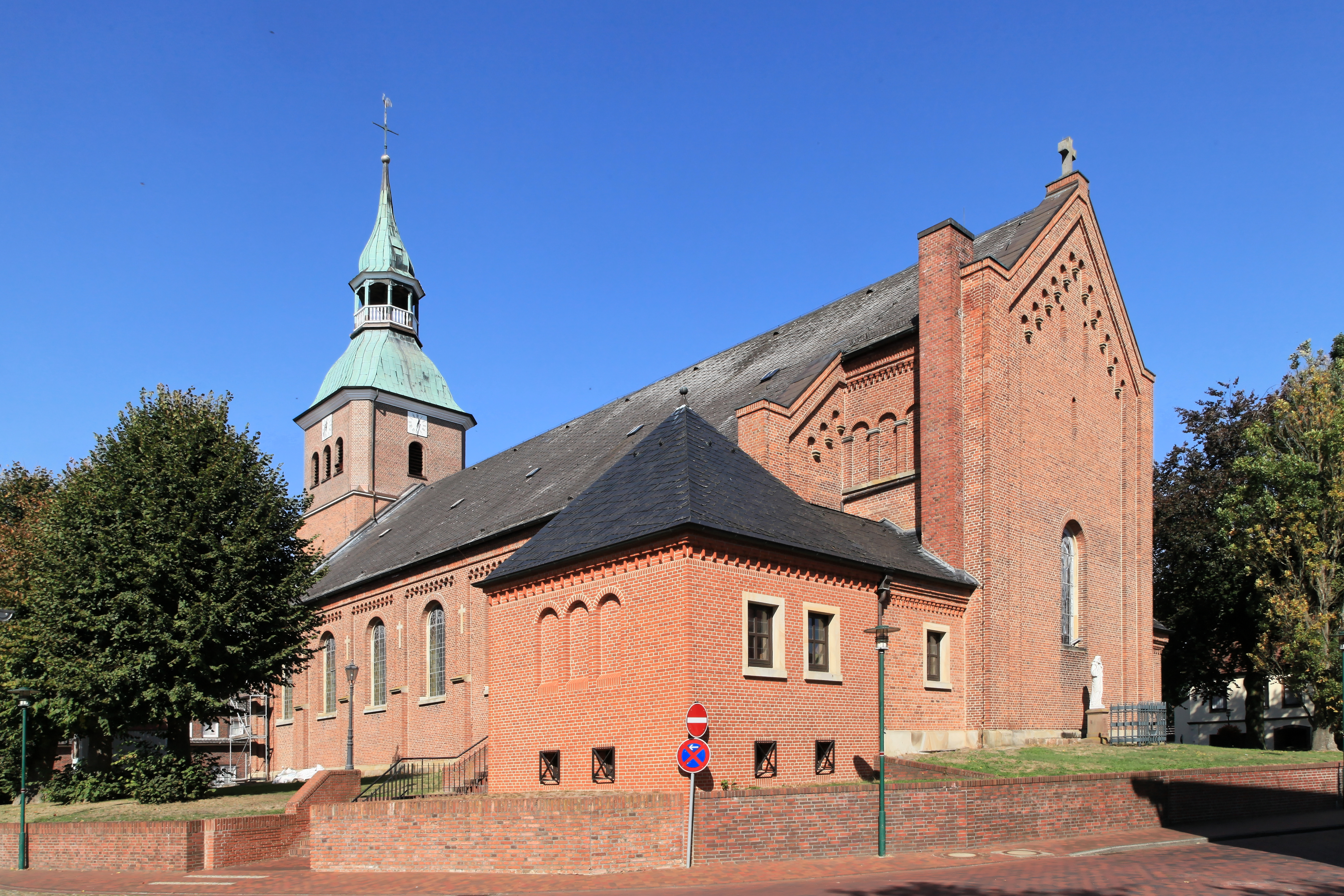
Kirche St. Cosmas und Damian im Zentrum Barßels

Die 2006 fusionierte römisch-katholische Barßeler Kirchengemeinde Sankt Ansgar besteht aus den früheren Pfarreien Ss. Cosmas und Damian, St. Elisabeth (Elisabethfehn) und St. Marien (Harkebrügge).
Des Weiteren existieren drei evangelische Gemeinden:
- ev.-luth. Kirche Elisabethfehn
- ev.-luth. Pfarramt Reekenfeld
- Evangelisch-Freikirchliche Gemeinde Elisabethfehn. Sie besitzt am Harkebrügger Weg auch einen Friedhof.

Von den 12.946 Einwohnern sind 5505 (42,5 %) katholisch (Stand 31. Dezember 2018).

## Politik

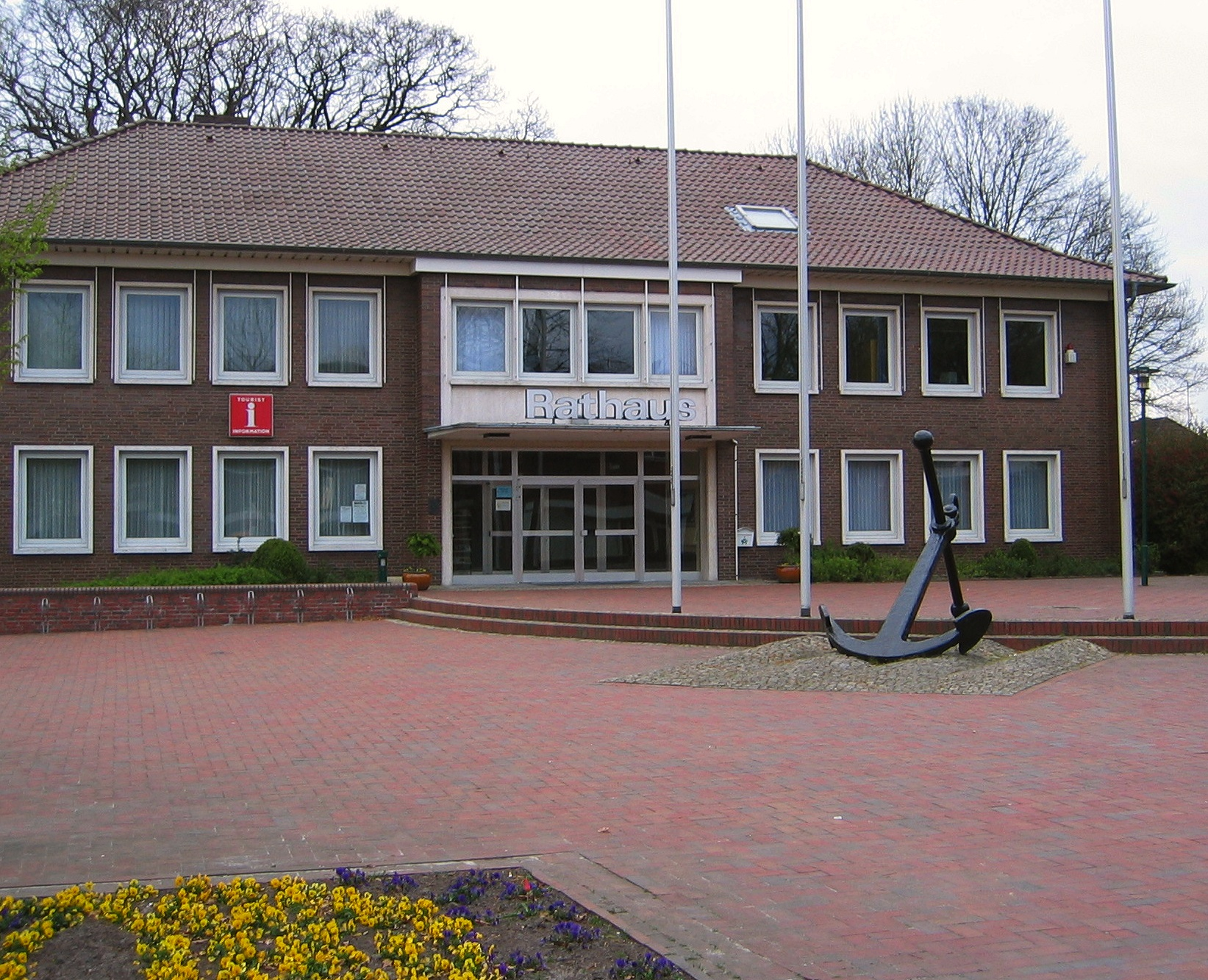
Das Barßeler Rathaus

### Gemeinderat
Der Rat der Gemeinde Barßel besteht aus 28 Ratsfrauen und Ratsherren. Die festgelegte Anzahl für eine Gemeinde mit einer Einwohnerzahl zwischen 12.001 und 15.000 Einwohnern beträgt normalerweise 30 Ratsmitglieder. Auf Beschluss des Gemeinderates wurde diese Zahl um zwei Ratsmitglieder reduziert. Die 28 Ratsmitglieder werden durch eine Kommunalwahl für jeweils fünf Jahre gewählt. Die aktuelle Amtszeit begann am 1. November 2021 und endet am 31. Oktober 2026.
Stimmberechtigt im Gemeinderat ist außerdem der hauptamtliche Bürgermeister Nils Anhuth.
Die Kommunalwahl am 12. September 2021 führte zu folgendem Ergebnis (mit Vergleichszahlen vorausgegangener Wahlen):
| Partei / Liste               | 12. September 2021 | 12. September 2021 |               | 11. September 2016 | 11. September 2016 | 11. September 2011 | 11. September 2011 | 10. September 2006 | 10. September 2006 |
| Partei / Liste               | Stimmenanteil      | Sitze              | Stimmenanteil | Sitze              | Stimmenanteil      | Sitze              | Stimmenanteil      | Sitze              |                    |
| CDU                          | 51,72 %            | 15                 | 50,32 %       | 15                 | 45,91 %            | 13                 | 46,6 %             | 14                 |                    |
| SPD                          | 24,24 %            | 7                  | 28,57 %       | 8                  | 23,75 %            | 7                  | 23,9 %             | 7                  |                    |
| Bürger-Fraktion Barßel (BFB) | 10,16 %            | 3                  | 14,24 %       | 4                  | 24,47 %            | 7                  | 27,1 %             | 8                  |                    |
| Grüne                        | 09,05 %            | 2                  | 03,86 %       | 1                  | 04,40 %            | 1                  | –                  | –                  |                    |
| FDP                          | 03,52 %            | 1                  | 02,98 %       | 0                  | 01,44 %            | 0                  | 02,4 %             | 1                  |                    |
| LKR Niedersachsen            | 01,30 %            | 0                  | –             | –                  | –                  | –                  | –                  | –                  |                    |
| Wahlbeteiligung              | 48,55 %            | 48,55 %            | 53,69 %       | 53,69 %            | 53,30 %            | 53,30 %            | 56,62 %            | 56,62 %            |                    |

### Bürgermeister
Hauptamtlicher Bürgermeister der Gemeinde Barßel ist Nils Anhuth (parteilos). Bei der Bürgermeisterwahl am 25. Mai 2014 wurde er mit 55,61 % der Stimmen als Kandidat der SPD gewählt. Sein Gegenkandidat Ludger Elsen (CDU) erhielt 44,38 %, obwohl er kurz vor der Wahl zurückgetreten war und die CDU keinen Nachfolger mehr stellen konnte. Die Wahlbeteiligung lag bei 46,01 %. Anhuth trat sein Amt zum 1. November 2014 an und löste den bisherigen Amtsinhaber Bernhard Schulte (parteilos) ab, der nicht mehr kandidiert hatte. Nils Anhuth ist am 31. Mai 2019 aus der SPD ausgetreten.
Bei der Kommunalwahl 2021 wurde auch der Bürgermeister neu gewählt. Nils Anhuth stand alleine zur Wahl und wurde mit 82,12 % der gültigen Stimmen im Amt bestätigt.

### Wappen
Blasonierung: In Rot ein nach links fahrendes einmastiges Segelboot mit goldenem, symmetrischem Rumpf mit schwarzer Bordlinie, goldenem Vor- und Sprietsegel, blauem, nach rechts wehendem Wimpel an der Mastspitze, auf zwei übereinander liegenden blauen Wellenzügen mit je drei Wellenkämmen, den Schildfuß ausfüllend.

### Flagge
Hissflagge: „Die Flagge ist blau-rot geteilt mit dem aufgelegten Wappen in der Mitte.“

### Städtepartnerschaften
Seit dem 16. März 2001 besteht eine Partnerschaft zwischen der Gemeinde Barßel und der Landgemeinde Elbląg (Elbing) in Polen. Diese liegt im nordöstlichen Teil Polens etwa 70 Kilometer von Danzig und 50 Kilometer von der polnisch-russischen Grenze entfernt. Bis zur Ostsee (Frisches Haff) sind es rund 30 Kilometer. Die Entfernung zwischen Barßel und Elbląg beträgt 1000 Kilometer.

## Kultur und Sehenswürdigkeiten

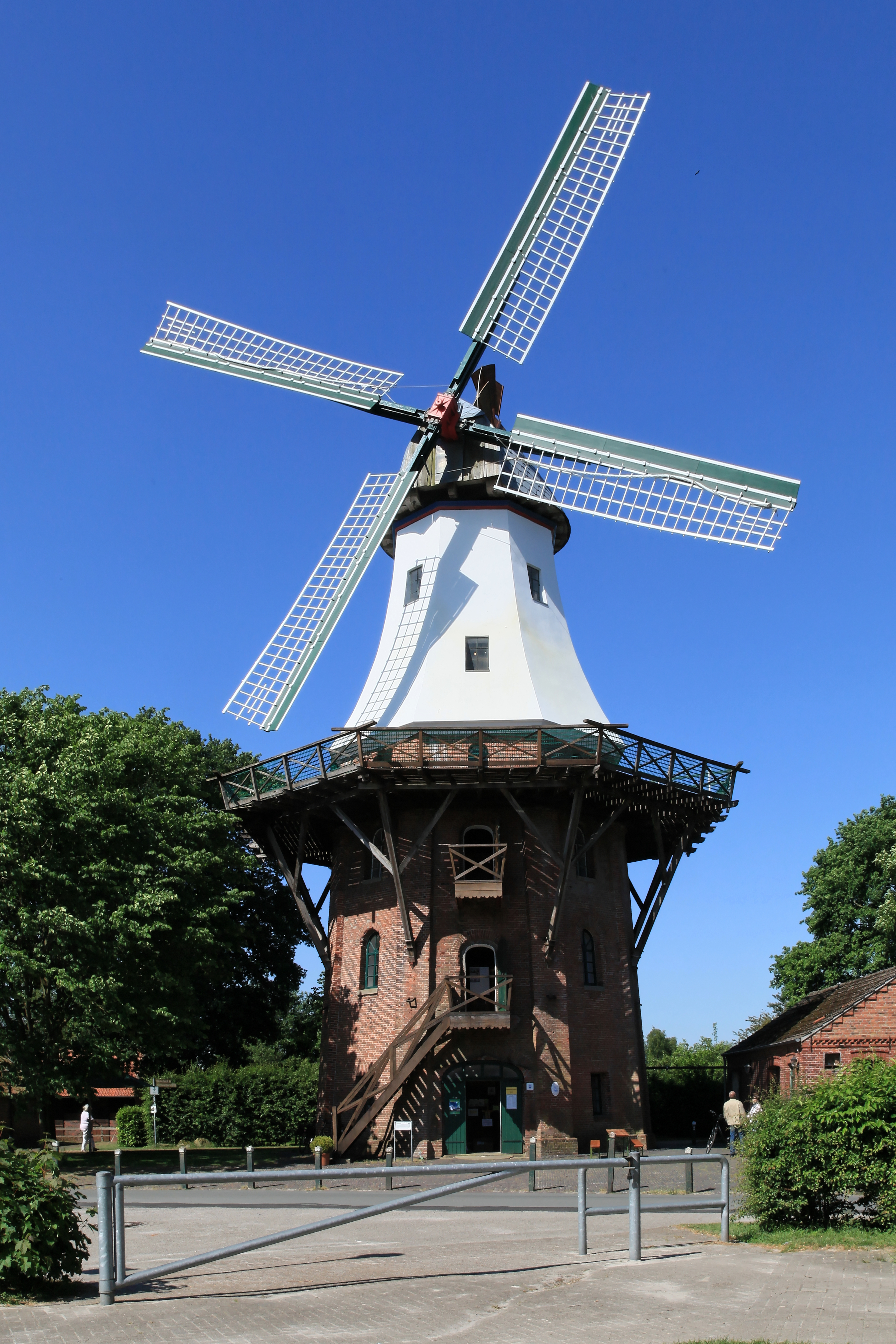
Ebkenssche Windmühle

### Sehenswürdigkeiten
- Christuskirche Elisabethfehn
- „Angela von Barßel“ (1896 gebaute Tjalk)
- Ebkenssche Windmühle, seltener Galerieholländer von 1854 mit Betonachtkant, großteils gusseisernem Antrieb, drei Getreidegängen inkl. Peldegang, Kollergang (Ölmühle); Aufzug und Außentreppe[10]
- Moor- und Fehnmuseum Elisabethfehn (Station 9 der Route der Industriekultur im Nordwesten)
- frühere Torfkoks-Fabrik Elisabethfehn
- Elisabethfehnkanal
- Bootshafen an der Soeste/am Zandersee mit Leuchtturm (eine Nachbildung des Leuchtturmes „Roter Sand“, der sechs Seemeilen nordöstlich der Insel Wangerooge in der Außenweser steht), Gastronomie, Wohnmobilstellplatz und Wanderwegen am Deich
- Ein zwölf Meter hoher eiserner Aussichtsturm steht seit 2005 am Rande des Barßeler Hafens und bietet einen guten Rundumblick über die Umgebung.[11]
- Gut Carolinenhof
- Fahrgastschiff MS Spitzhörn
- Paddel- und Pedalstation
- Kultur-Scheune
- Barfußpark Harkebrügge (Länge 1,6 km)[12]

### Vereine
In der Gemeinde Barßel gibt es sechs Sportvereine, den SV Harkebrügge, den SV Viktoria Elisabethfehn (Fusionsverein aus SV Elisabethfehn und Viktoria Reekenfeld), den STV Barßel, den SV Hellas Apen + Barßel, den Tennisverein Barßel e. V. von 1973 mit der Fehntjer Tennis Academy und den Barßeler Ruderverein e. V.
Die Gemeinde hat zudem mehrere Schützenvereine:
- Kleinkaliberschützenverein Barßelermoor von 1928 e. V.[13]
- Schützengilde Barßel e. V.
- Schützenverein Neuland e. V.
- Schützenverein Harkebrügge e. V.
- Schützenverein Reekenfeld-Kamperfehn e. V.
- Schützenverein Elisabethfehn e. V.

## Wirtschaft und Infrastruktur

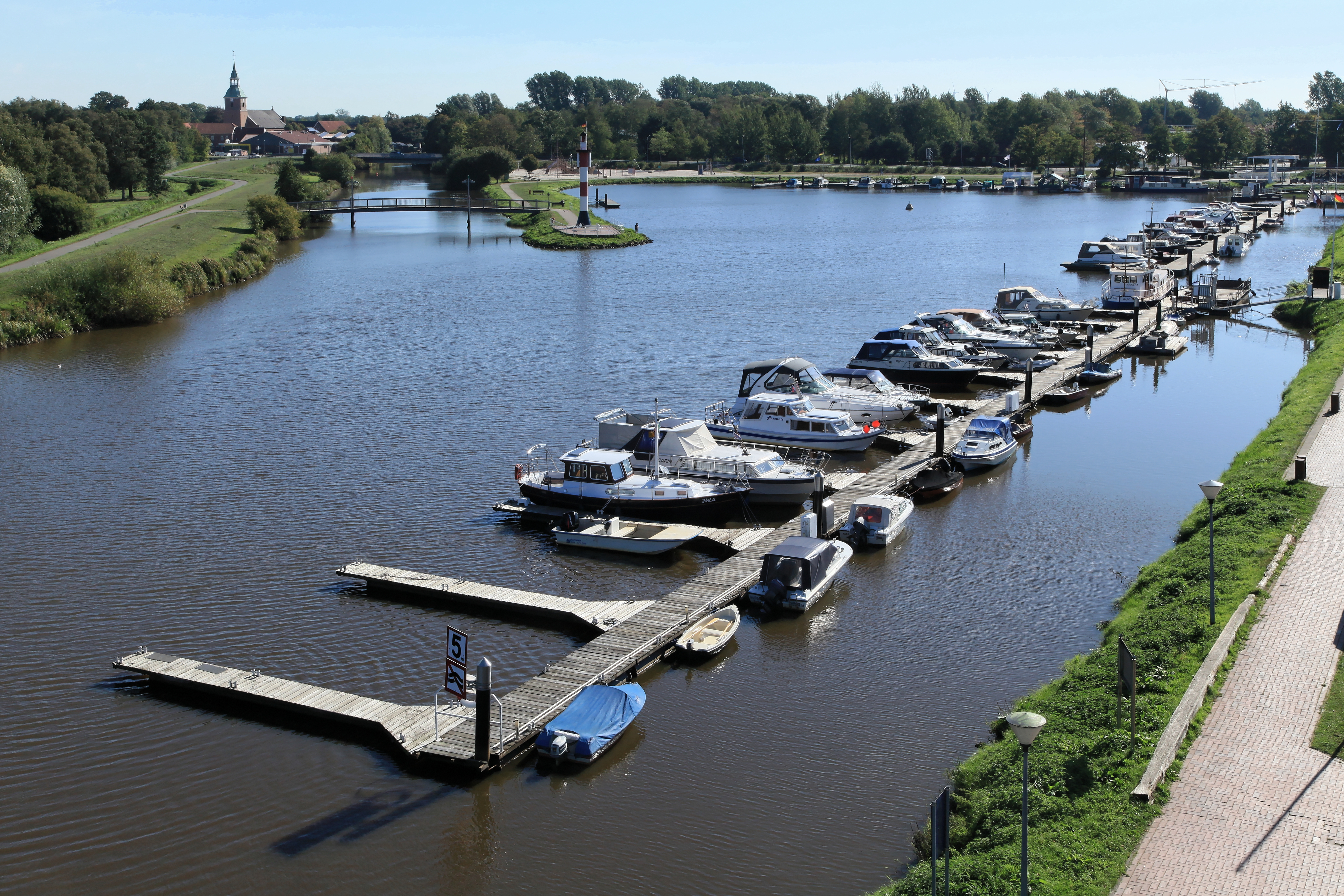
Der Barßeler Bootshafen an der Soeste, links im Hintergrund das Ortszentrum

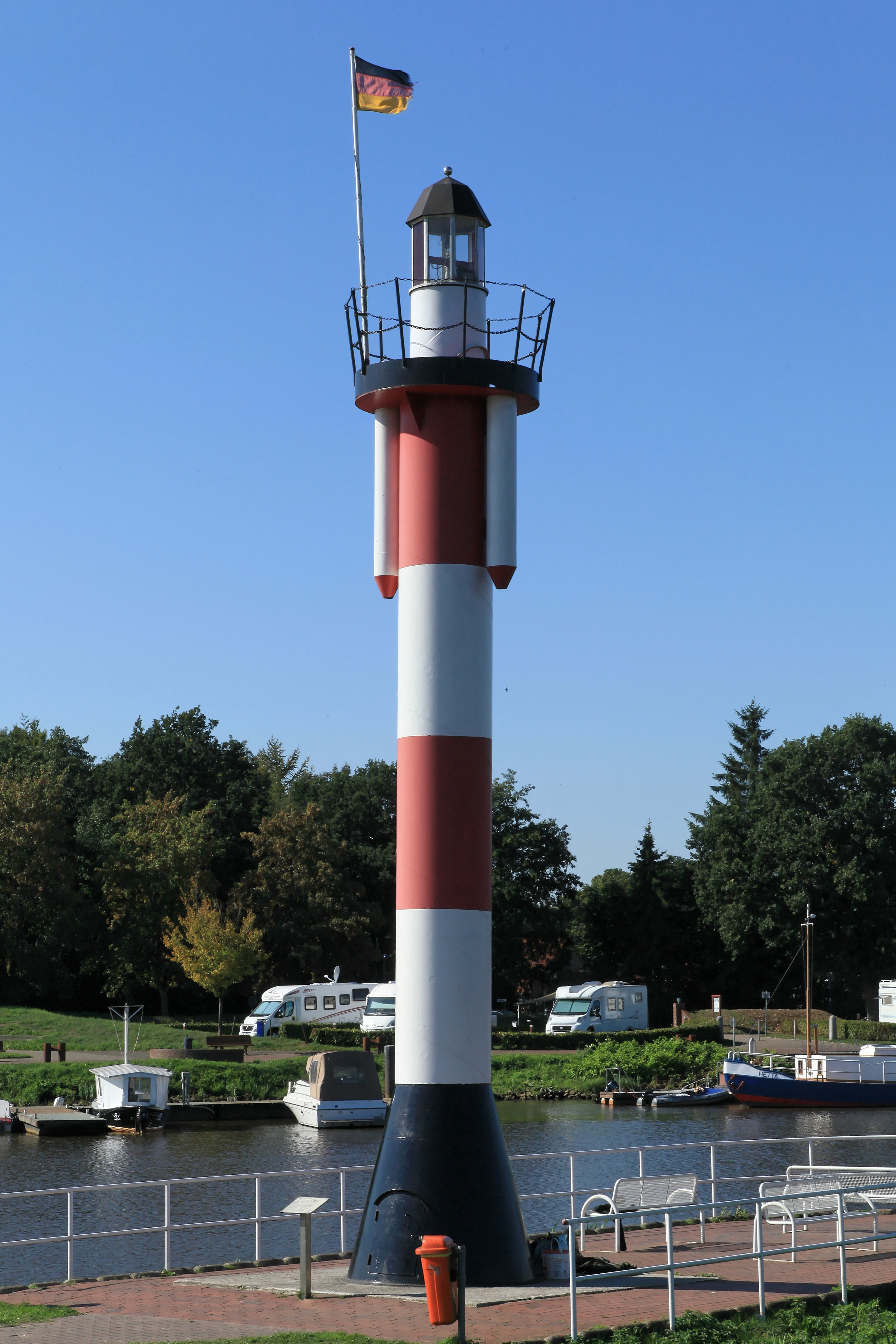
Der „Leuchtturm“ als Wahrzeichen des Barßeler Bootshafens

Barßel war als Mitglied des „Zweckverbands Interkommunaler Industriepark Küstenkanal“ am Industrie- und Gewerbegebiet c-Port beteiligt. Durch einen knappen Mehrheitsbeschluss (16 zu 15 Stimmen) wurde die Mitgliedschaft am 2. Dezember 2010 gekündigt. Wirksam wird diese erst zum 1. Januar 2014.

### Verkehr
Barßel liegt an der von Güterzügen befahrenen Bahnstrecke Cloppenburg–Ocholt und ist über die Autobahn-Abfahrt Apen/Barßel der A 28 von Oldenburg in etwa 15 Minuten zu erreichen. Zwischen Apen und Barßel verläuft auch die Bahnstrecke Oldenburg–Leer. Der Barßel nächstgelegene Bahnhof an dieser Strecke ist Augustfehn.
Eine weitere Straßenanbindung besteht von der Abfahrt Oldenburg/Eversten der A 28 über die B 401. Aus Süden führt von der A 1 (Abfahrt Cloppenburg) auch die B 72 nach Barßel.
Der Barßeler Bootshafen ist über die Ems, die Jümme, das Barßeler Tief und die Soeste zu erreichen. In ihm machen sich noch die Gezeitenunterschiede der Nordsee bemerkbar.
Barßel besitzt einen kleinen Flugplatz.

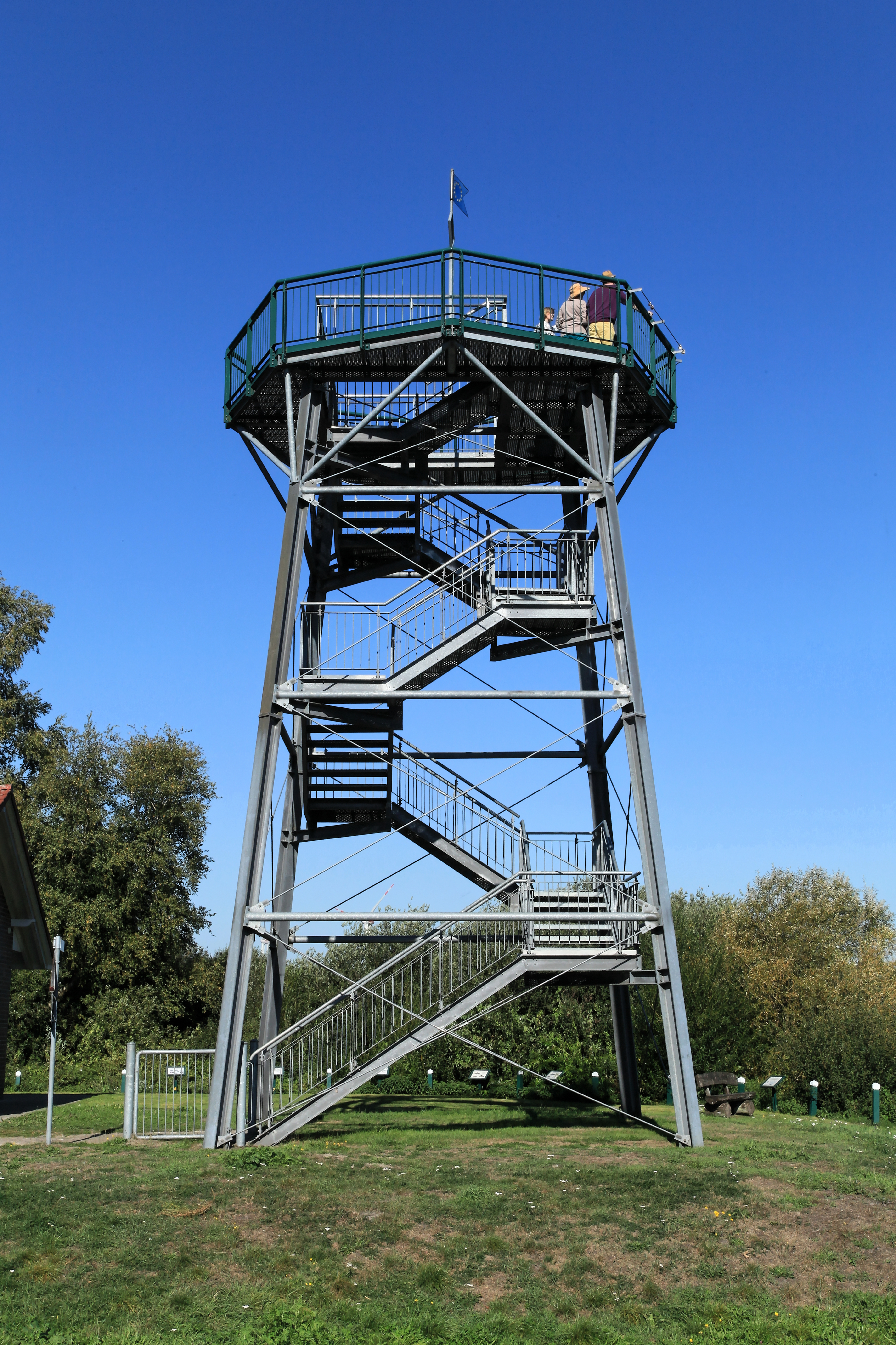
Der mit Leader+-Mitteln finanzierte Aussichtsturm am Bootshafen
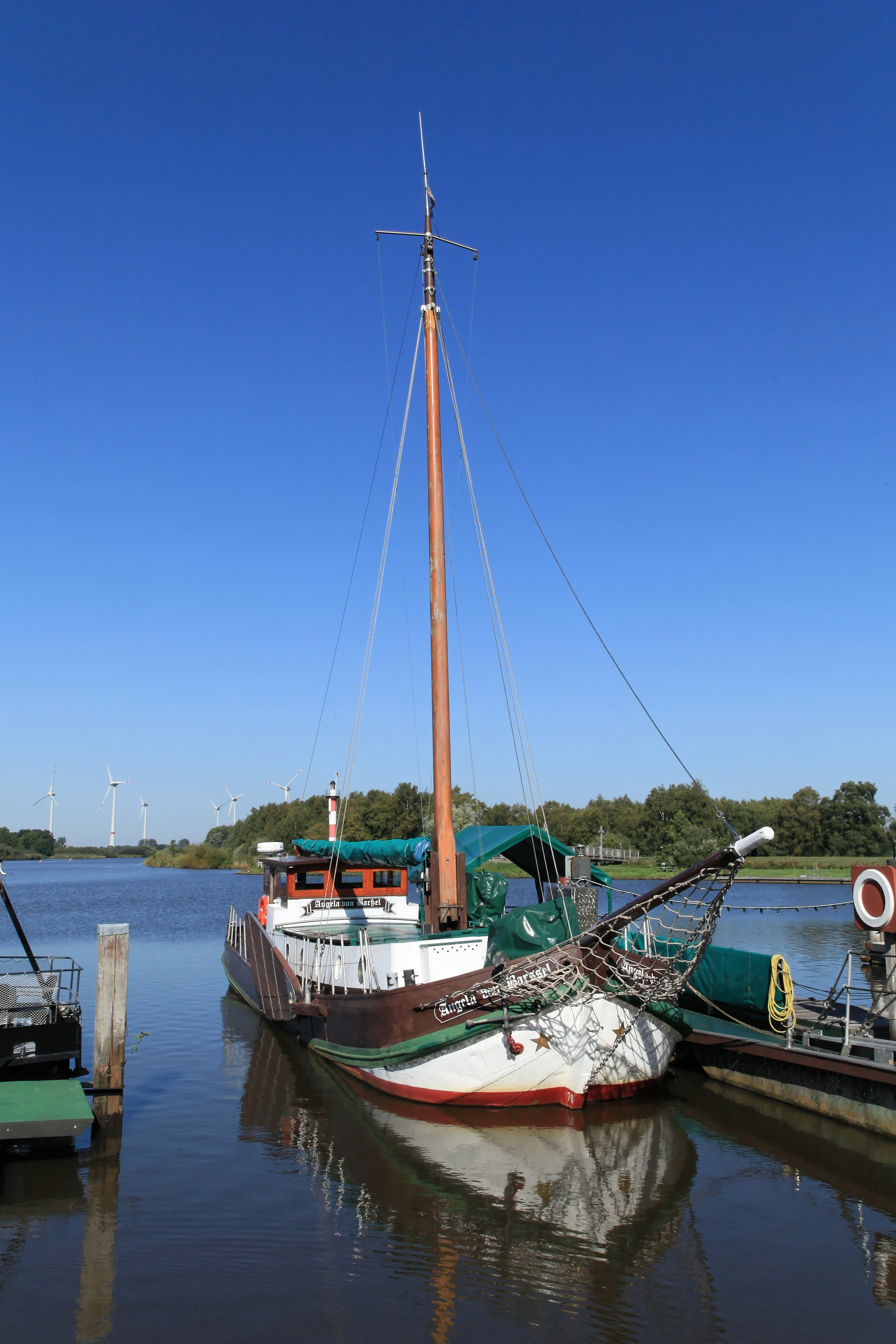
Museumsschiff im Barßeler Hafen
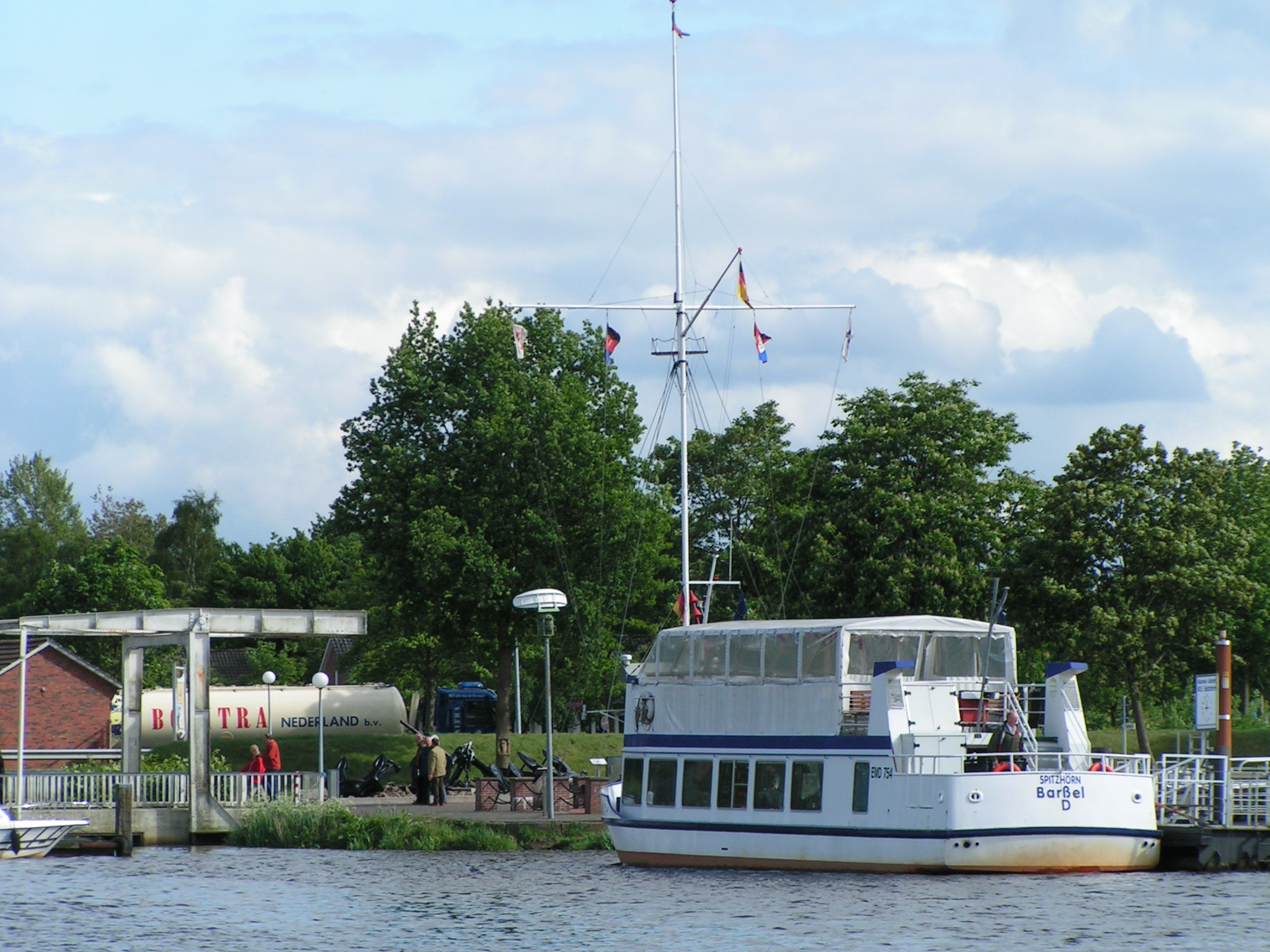
Fahrgastschiff MS Spitzhörn im Barßeler Hafen

### Bildung
In der Gemeinde befinden sich folgende Schulen:
- Grundschule Barßel, Marienschule
- Grundschule Sonnentau
- Grundschule Elisabethfehn West
- Grundschule Harkebrügge
- Hauptschule Barßel
- Realschule Barßel (Europaschule)
- Integrierte Gesamtschule Barßel (seit dem Schuljahr 2015/2016)
- Soesteschule Barßel

## Söhne und Töchter der Gemeinde
- Theodor Niehaus (1820–1887), katholischer Priester und Bischöflicher Offizial des oldenburgischen Teils der Diözese Münster mit Dienstsitz in Vechta
- Eugen Block (* 1940), Unternehmer und Hotelier
- Laurentius Siemer (1888–1956), Geistlicher und Widerstandskämpfer
- Bettina Schünemann (* 1961), Malerin und Objektkünstlerin
- Frank Claaßen (* 1967), Fußballspieler und -trainer
- Christian Claaßen (* 1969), ehemaliger Fußballspieler
- Alexandra Sostmann (* 1970), Pianistin